# Liu Song Mingdi
Liǔ Yù of keizer Song Mingdi (439-472) was keizer van China van 466 tot 472. Hij was de elfde zoon van Liu Yilong.

## Biografie
Zijn vader Liu Yilong of keizer Wendi, had op zijn minst negentien zonen. Hij volgde Liu Ziye, de zoon van zijn broer keizer Song Xiāowǔdì op. De broer van Liu Ziye, Liu Zixun was het hier niet mee eens en kwam in opstand. Eerst liet hij de familie van broer Xiāowǔdì elimineren en daarna zijn andere broers. Dit was het begin van een paleisrevolutie die zal duren tot de val van de Liu Song-dynastie in 479. 
Liu Mingdi werd opgevolgd door zijn tienjarige zoon Houfeidi.